# جیمز دورکین
جیمز دورکین (انگلیسی: James Durkin؛ ۲۱ مه ۱۸۷۶ – ۱۲ مارس ۱۹۳۴) بازیگر و کارگردان فیلم اهل کانادا بود.
از فیلم‌هایی که وی در آن‌ها نقش داشته است، می‌توان به بیوه سرخ، قدرت و جلال، صورت‌زخمی، الکساندر همیلتون و ارابه‌های جنگی اشاره نمود.